# تری برک
تری برک (انگلیسی: Trey Burke؛ زادهٔ ۱۲ نوامبر ۱۹۹۲) یک بازیکن بسکتبال اهل ایالات متحده آمریکا است.